# Barbacoll barrat
El barbacoll barrat (Nystalus radiatus) és una espècie d'ocell de la família dels bucònids (Bucconidae) que habita la selva humida a la vora de corrents fluvials al centre i est de Panamà, oest i nord de Colòmbia i oest de l'Equador.